# Partiefertigung
Die Partiefertigung ist eine Sonderform der Sortenfertigung. Es kommt dabei aufgrund der Qualitätsunterschiede bei Rohstofflieferungen zu unterschiedlichen Endprodukten. Die einzelne, einheitliche Rohstofflieferung bezeichnet man als Partie.
Ein Beispiel ist die Fertigung von Blattgold durch Blattgoldschläger. Je nach Legierung entstehen unterschiedliche Farben nach Beimischung von Messing, Kupfer oder Silber, zum Beispiel Gelbgold, Rotgold, Orangegold, Grüngold usw., in den verschiedensten Schattierungen. Es ist kaum möglich, bei der nächsten Partie genau den gleichen Farbton herzustellen, zumal Waagen temperaturabhängig sind (siehe auch: Chargenfertigung).